# (2518) Rutllant
(2518) Rutllant (1974 FG; 1974 HU; 1978 NA3) ist ein ungefähr drei Kilometer großer Asteroid des inneren Hauptgürtels, der am 22. März 1974 vom chilenischen Astronomen Carlos Torres am Cerro El Roble-Observatorium auf dem Cerro El Roble im Nationalpark La Campana in der Región de Valparaíso in Chile (IAU-Code 805) entdeckt wurde.

## Benennung
(2518) Rutllant wurde nach dem Astronomen Federico Rutllant Alcina (1904–1971) benannt, der von 1953 bis 1963 Direktor des National Astronomical Observatory in Chile und später Professor für Mathematik an der Universidad Técnica Federico Santa María in Valparaíso war. Zu seinen wichtigsten Beiträgen gehörte die Verlegung des Observatoriums von Lo Espejo nach Santiago-Cerro Calan (IAU-Code 806).